# Ричард Вебстер, 1-й виконт Алверстоун
Сэр Ричард Вебстер, 1-й виконт Алверстоун (англ. Richard Everard Webster, 1st Viscount Alverstone; 1842—1915) — британский политический и государственный деятель; президент Королевского общества искусств в 1910 году.

## Биография
Родился 22 декабря 1842 года в Лондоне в семье адвоката Томаса Вебстера.
Получил начальное образование в лондонском колледже King's College School и кембриджском Тринити-колледже. В годы учёбы был хорошо известен как спортсмен-бегун, выступая за Кембриджский университет в первом Inter-Varsity стипль-чезе. Его именем был назван университетский Alverstone Club, члены которого каждые четыре года совершают паломничество в Альверстоун на остров Уайт. В более позднем возрасте Ричард сохранил интерес к крикету и ходьбе. Он был президентом крикетного клуба графства Суррей (Surrey County Cricket Club) с 1895 года до конца жизни, а также крикетного клуба Marylebone Cricket Club в 1903 году. 
В 1868 году Вебстер стал адвокатом и через десять лет стал королевским адвокатом, Практиковал главным образом в коммерческих, железнодорожных и патентных делах, пока в июне 1885 года не был назначен генеральным прокурором в правительстве консерваторов. Он был избран в Британскую палату общин по избирательному округу Launceston в следующем месяце, а в ноябре этого же года обменял это место на остров Уайт, где работал до своего повышения в Палату лордов. За исключением 1886 года и 1892–1895 годов, сэр Ричард Вебстер был Генеральным прокурором Англии и Уэльса с 1885 по 1900 год.
В 1890 году Ричард Вебстер был главным адвокатом газеты The Times в расследовании дела Чарльза Парнелла; в 1893 году он представлял Великобританию в арбитраже по Берингову морю; в 1898 году он выполнял эту же функцию в отношении разделения границы между Британской Гвианой и Венесуэлой.
В палате общин и за ее пределами карьера Вебстера была существенно связана с церковной деятельностью. В июле 1885 года он стал рыцарем-бакалавром, в декабре 1893 года он был удостоен ордена Святого Михаила и Святого Георгия (рыцарь Большого креста), в январе 1900 года он стал баронетом, а в мае этого же года стал бароном Алверстоуном. В октябре 1900 года Ричард Вебстер стал занял должность Лорда главного судьи Англии и Уэльса. Он руководил некоторыми известными судебными процессами той эпохи, включая дело Харви Криппен, но не считался выдающимся судьей.
В апреле 1902 года в Эдинбургском университете  он получил почетную степень доктора юридических наук (LL.D.). Был избран членом Лондонского королевского общества. В конце 1902 года Вебстер он был в Южной Африке в составе комиссии по изучению использования военного положения во время Второй бурской войны. В 1903 году, во время спора о границах Аляски, он был одним из членов пограничной комиссии, решение которой вызвало разочарование канадцев и Вебстер стал крайне непопулярным в этой стране. В 1910 году был президентом Королевского общества искусств. Вышел на пенсию в 1913 году и стал виконтом Алверстоун.
Умер 15 декабря 1915 года в местечке Cranleigh графства Суррей. Был похоронен на лондонском кладбище West Norwood Cemetery.

### Семья
Ричард Вебстер женился в 1872 году на Луизе Мэри Кэлтроп (Louisa Mary Calthrop), дочери Уильяма Чарльза Кэлтропа (William Charles Calthrop), умерла в марте 1877 года. У них было двое детей: сын и дочь. Их сын —  достопочтенный Артур Гарольд Вебстер (Arthur Harold Webster, 1874—1902), умер в результате операции аппендицита, не оставив потомства. После смерти Ричарда Вебстера его титул 1-й виконт Алверстоун также прекратил существование.